# Первая лига Республики Сербской по футболу
Первая лига Республики Сербской по футболу (серб. Прва лига Републике Српске у фудбалу) — второй футбольный дивизион Боснии и Герцеговины. С 1995 по 2002 год являлась высшей футбольной лигой Республики Сербской. Однако чемпионы этой лиги не были признаны УЕФА. В 2002 году топ-клубы лиги перешли в Премьер-лигу Боснии и Герцеговины, а сама лига стала одним из двух вторых футбольный дивизионов страны. Лига до сих пор находится под управлением Футбольного союза Республики Сербской.
Начиная с сезона 2014/15 лига изменила свой формат и теперь состоит из двух этапов — регулярного сезона и плей-офф. Сначала 12 команд проводят матчи между собой в 2 круга. Плей-офф проводится с апреля по май. Каждая команда начинает плей-офф с половиной очков, набранных во время регулярной части сезона, округлённых к ближайшему целому числу. Первых шесть команд регулярного сезона принимают участие в чемпионском плей-офф, а остальных 6 — в турнире за право остаться в лиге. Победитель лиги получает право выступать в Премьер-лиге.

## Клубы в сезоне 2024/25
- ФК Борац Козарска Дубица, Козарска-Дубица
- ФК БСК Баня-Лука, Баня-Лука
- ФК Вележ Невесине, Невесине
- ФК Дрина, Зворник
- ФК Дрина EX, Вишеград
- ФК Железничар, Баня-Лука
- ФК Козара, Градишка
- ФК Лакташи, Лакташи
- ФК Леотар, Требине
- ФК Любич, Прнявор
- ФК Звиезда 09, Биелина
- ФК Романия, Пале
- ФК Рудар, Приедор
- ФК Славия, Источно-Сараево
- ФK Слoбодa Нови-Град, Hoви-Гpaд
- ФK Слoбодa Мрконич-Град, Мрконич-Град
- ФК Сутьеска, Фоча
- ФК Фамос, Войковичи

## Чемпионы
- 1995/96 — «Боксит» (Миличи)
- 1996/97 — «Рудар» (Углевик)
- 1997/98 — «Рудар» (Углевик)
- 1998/99 — «Радник» (Биелина)
- 1999/00 — «Боксит» (Миличи)
- 2000/01 — «Борац» (Баня-Лука)
- 2001/02 — «Леотар» (Требине)
- 2002/03 — «Модрича» (Модрича)
- 2003/04 — «Славия» (Источно-Сараево)
- 2004/05 — «Радник» (Биелина)
- 2005/06 — «Борац» (Баня-Лука)
- 2006/07 — «Лакташи» (Лакташи)
- 2007/08 — «Борац» (Баня-Лука)
- 2008/09 — «Рудар» (Приедор)
- 2009/10 — «Дрина» (Зворник)
- 2010/11 — «Козара» (Градишка)
- 2011/12 — «Радник» (Биелина)
- 2012/13 — «Младост» (Велика Обарска)
- 2013/14 — «Дрина» (Зворник)
- 2014/15 — «Рудар» (Приедор)
- 2015/16 — «Крупа» (Крупа-на-Врбасу)
- 2016/17 — «Борац» (Баня-Лука)
- 2017/18 — «Звезда 09» (Дворови)
- 2018/19 — «Борац» (Баня-Лука)
- 2019/20 — «Крупа» (Крупа-на-Врбасу)
- 2020/21 — «Рудар» (Биелина)
- 2021/22 — «Крупа» (Крупа-на-Врбасу)
- 2022/23 — «Крупа» (Крупа-на-Врбасу)
- 2023/24 — «Радник» (Биелина)
- 2024/25 — «Лакташи» (Лакташи)

| Клуб               | Чемпион | Сезон                                   |
| ------------------ | ------- | --------------------------------------- |
| ФК Борац           | 5       | 2000/01 2005/06 2007/08 2016/17 2018/19 |
| ФК Дрина           | 4       | 2009/10 2013/14 2021/22 2022/23         |
| ФК Радник          | 4       | 1998/99 2004/05 2011/12 2023/24         |
| ФК Рудар (Приедор) | 3       | 2008/09 2014/15 2020/21                 |
| ФК Рудар (Углевик) | 2       | 1996/97 1997/98                         |
| ФК Боксит          | 2       | 1995/96 1999/00                         |
| ФК Крупа           | 2       | 2015/16 2019/20                         |
| ФК Лакташи         | 2       | 2006/07 2024/25                         |
| ФК Леотар          | 1       | 2001/02                                 |
| ФК Модрича         | 1       | 2002/03                                 |
| ФК Славия          | 1       | 2003/04                                 |
| ФК Козара          | 1       | 2010/11                                 |
| ФК Младност        | 1       | 2012/13                                 |
| ФК Звезда 09       | 1       | 2017/18                                 |